# Хондроитинсульфаты
Хондроитинсульфаты — полимерные сульфатированные гликозаминогликаны. Являются специфическими компонентами хряща. Вырабатываются хрящевой тканью суставов, входят в состав синовиальной жидкости и различных препаратов-хондропротекторов.
Лекарственные препараты на основе хондроитинсульфатов, позиционируемые производителями как хондропротекторы, по своему действию не отличаются от плацебо и не рекомендованы для лечения остеоартрита (остеоартроза). В 2007 году Формулярным комитетом РАМН хондроитинсульфат был отнесён к препаратам с недоказанной эффективностью.

## История
Хондроитинсульфаты были выделены в конце XIX века.
Освальд Шмидеберг первым получил хондроитин и в 1891 году описал его химическую структуру

## Клинические испытания и обобщающие исследования
Утверждается, что восполнение дефицита хондроитинсульфата в организме может осуществляться принятием соответствующих биологически активных добавок к пище. Тем не менее эффективность этих препаратов сомнительна.  Отмечается, что многие препараты хондроитина показали неудовлетворительный результат, сравнимый с эффектом плацебо. Так, большое и хорошо организованное исследование, проведённое в США в 2002—2006 годах, не выявило статистически значимой средней эффективности сочетания глюкозамина/хондроитина по сравнению с плацебо, за исключением подгруппы пациентов с более сильной болью, для которых сочетание глюкозамина/хондроитина показало небольшое отклонение в сторону улучшения состояния.В 2010 году в BMJ был опубликован метаанализ, показавший, что по сравнению с плацебо глюкозамин, хондроитин и их сочетание не уменьшают боль в суставах и не влияют на сужение суставной щели. Метаанализ, опубликованный в 2007 году в Annals of Internal Medicine, показал, что симптоматическая польза от применения хондроитина минимальна или отсутствует.
В 2014 году Международное общество по изучению остеоартроза (OARSI) на основании научных данных отнесло глюкозамин и хондроитин к неподходящим для терапии суставов препаратам.
Доктор Стивен Барретт предупреждает о том, что потребители должны внимательно относиться к рекламе препаратов хондроитина и не доверять обещаниям чудодейственного излечения артрита, которые часто даются производителями.

## Фармакология
По утверждению разработчиков лекарственных средств, хондроитина сульфат замедляет резорбцию костной ткани и снижает потерю Ca2+. Улучшает фосфорно-кальциевый обмен в хрящевой ткани, ускоряет процессы её восстановления, тормозит процессы дегенерации хрящевой и соединительной ткани. Подавляет активность ферментов, вызывающих поражение хрящевой ткани, стимулирует синтез гликозаминогликанов, способствует регенерации суставной сумки и хрящевых поверхностей суставов, увеличивает продукцию внутрисуставной жидкости. Уменьшает болезненность и увеличивает подвижность пораженных суставов. Обладая структурной схожестью с гепарином, потенциально может препятствовать образованию фибриновых тромбов в синовиальном и субхондральном микроциркуляторном русле.